# Rhabdomyome
 Mise en garde médicale
Les rhabdomyomes {formé à partir des 3 mots grecs ῥάβδος (rhabdos, «ligne, raie, strie»), μῦς-μυός (muós, «muscle») et du suffixe grec -ωμα (-ôma,«tumeur»)} sont des tumeurs bénignes des fibres musculaires striées : myocarde, plus rarement muscle strié squelettique.
Avec le léïomyome, il fait partie du groupe des myomes.
Le rhabdomyome cardiaque est fréquent au cours de la sclérose tubéreuse de Bourneville.